# Кладбище жертвам Западных Татр

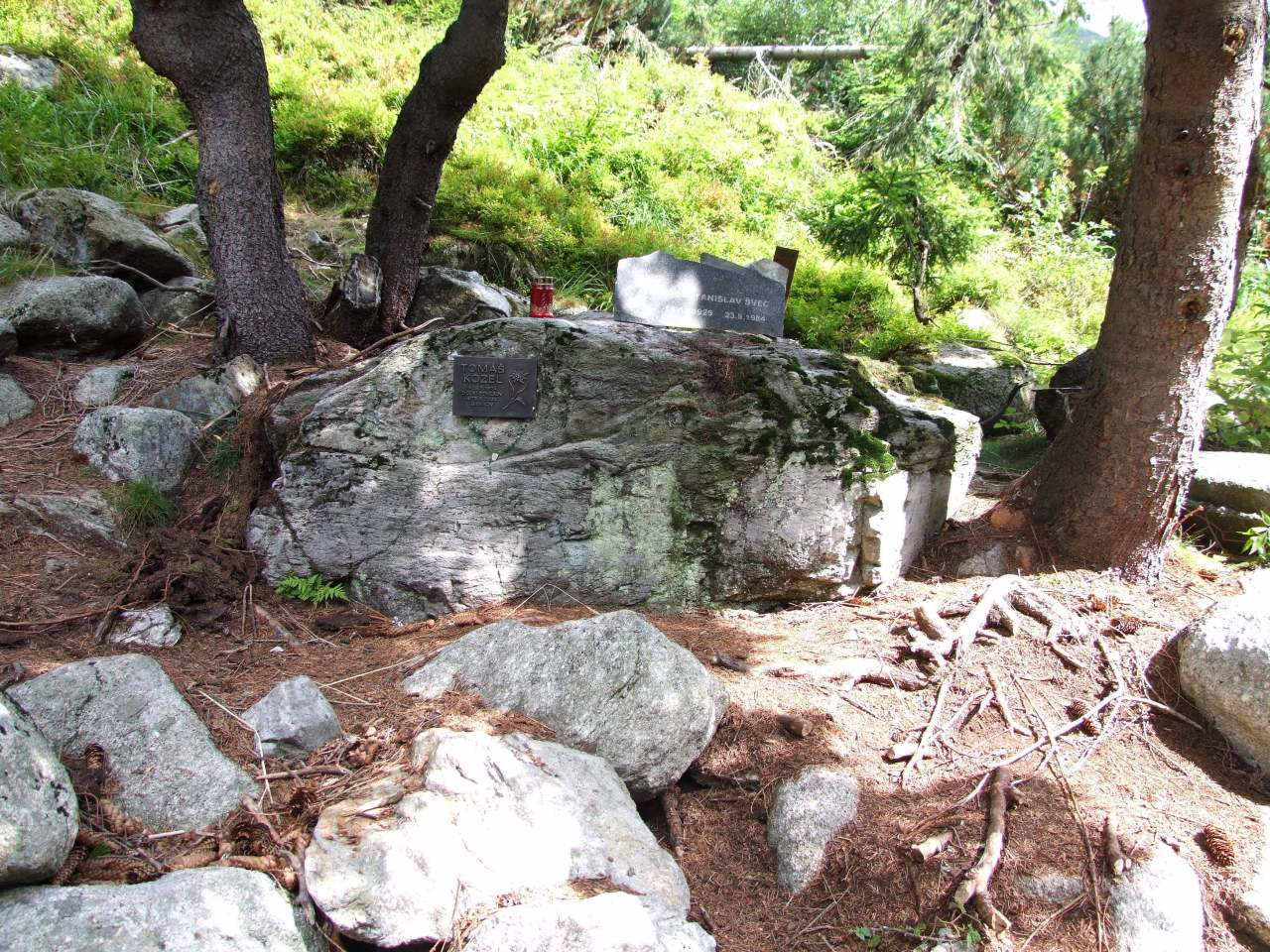
Символическая могила

Кладбище жертвам Западных Татр (словац. Symbolický cintorín) — символическое кладбище, находящееся в Жиарской долине. Кладбище посвящено альпинистам, погибшим в Западных Татрах.

## История
Решение о создании символического кладбища погибшим альпинистам было принято местными властями после гибели под лавиной 18 марта 1995 года чешского министра Йозефа Вавроушки и его дочери. Кладбище спроектировал Милан Маренчак. В октябре 1995 года состоялось его открытие.

## Описание
Кладбище находится возле горы Баников на зелёном туристическом маршруте примерно в 2 минутах ходьбы от словацкого горного приюта «Жиарская хата». Кладбище расположено на небольшом горном склоне. На огороженном участке находятся небольшое деревянное строение, шестиметровый крест, несколько деревянных скульптур, несколько символических надгробий и большая каменная плита с 80 табличками, на которых высечены имена погибших. Перечень погибших не является полным — на плите указаны имена только тех, кто погиб на словацкой стороне Западных Татр.
Кладбище находится на туристическом маршруте от Жиарской хаты до вершины горы Баников.